# BeNe League 2021/22
Die BeNe League 2021/22 war die sechste Saison der gemeinsamen höchste Eishockeyliga Belgiens und der Niederlande. Meister wurden zum zweiten Mal die Heerenveen Flyers. Nachdem die Spielzeit 2020/21 wegen der COVID-19-Pandemie ausgefallen war, wurde der Spielbetrieb nun wieder aufgenommen.
Die belgischen Teilnehmer der Liga spielten außerdem den belgischen Eishockeypokal aus, den die Bulldogs de Liège gewannen. Die niederländischen Teilnehmer spielten den niederländischen Eishockeypokal aus, Sieger wurde Hijs Hokij Den Haag.

## Teilnehmer
Die Phantoms Antwerp, die Nijmegen Devils und die zweite Mannschaft der Tilburg Trappers zogen sich aus der Liga zurück, die damit nur noch acht Mannschaften umfasste. Es nahmen je vier belgische und niederländische Mannschaften an der Liga teil.
| Mannschaft             | Platzierung 2019/20 | Heimarena                   | Kapazität |
| Chiefs Leuven          | 6. Hauptrunde       | IJsbaan Leuven              | –         |
| Golden Sharks Mechelen | 8. Hauptrunde       | Ice Skating Center Mechelen | –         |
| Heerenveen Flyers      | 1. Hauptrunde       | Thialf IJsstadion           | 3.500     |
| Hijs Hokij Den Haag    | 2. Hauptrunde       | De Uithof                   | 2.200     |
| HYC Herentals          | 3. Hauptrunde       | Bloso Centrum Netepark      | –         |
| Bulldogs de Liège      | 4. Hauptrunde       | Patinoire de Coronmeuse     | –         |
| Eaters Limburg         | 7. Hauptrunde       | Glanerbrook                 | 2.000     |
| Zoetermeer Panters     | 9. Hauptrunde       | PWA Silverdome              | 3.500     |

## Modus
In der Hauptrunde spielen die acht Mannschaften eine Doppelrunde (je zwei Hin- und Rückspiele). Da nicht alle Spiele ausgetragen wurden, kamen lediglich die Mannschaften aus Lüttich und Zoetermeer auf die volle Anzahl von 28 Spielen.
Alle acht Teilnehmer der Hauptrunde qualifizieren sich für die Play-offs.

## Hauptrunde
|    |                        | Sp | S  | SOT | NOT | N  | Tore     | Punkte |
| -- | ---------------------- | -- | -- | --- | --- | -- | -------- | ------ |
| 1. | Hijs Hokij Den Haag    | 24 | 18 | 1   | 2   | 03 | 109:060  | 58     |
| 2. | Bulldogs de Liège      | 28 | 17 | 2   | 3   | 06 | 120:063  | 58     |
| 3. | HYC Herentals          | 27 | 17 | 2   | 0   | 8  | 1499:096 | 55     |
| 4. | Heerenveen Flyers      | 26 | 16 | 2   | 0   | 8  | 106:064  | 52     |
| 5. | Eaters Limburg         | 27 | 10 | 2   | 0   | 15 | 098:142  | 34     |
| 6. | Mechelen Golden Sharks | 26 | 06 | 3   | 3   | 14 | 086:118  | 27     |
| 7. | Zoetermeer Panters     | 28 | 05 | 0   | 4   | 19 | 092:115  | 19     |
| 8. | Chiefs Leuven          | 26 | 04 | 1   | 1   | 20 | 074:135  | 15     |

Abkürzungen: Sp = Spiele, S = Sieg in regulärer Spielzeit (3 Punkte), SOT = Sieg nach Verlängerung oder Penaltyschießen (2 Punkte), NOT = Niederlagen nach Verlängerung oder Penaltyschießen (1 Punkt), N = Niederlagen in regulärer Spielzeit (0 Punkte)

Erläuterungen: Play-off-Teilnahme.

## Play-offs
In den Playoffs traf das bestgesetzte Team immer jeweils auf das schlechtgesetzte Team. Die Setzliste erfolgte nach der Tabellenplatzierung der Hauptrunde. Alle Runden wurde im Modus best-of-three gespielt.
| Viertelfinale | Viertelfinale          | Viertelfinale     |   |                     | Halbfinale | Halbfinale | Halbfinale |  |  | Finale | Finale | Finale |
|               |                        |                   |   |                     |            |            |            |  |  |        |        |        |
| 1             | Hijs Hokij Den Haag    | 2                 |   |                     |            |            |            |  |  |        |        |        |
| 8             | Chiefs Leuven          | 0                 |   |                     |            |            |            |  |  |        |        |        |
| 8             | Chiefs Leuven          | 0                 | 1 | Hijs Hokij Den Haag | 0          |            |            |  |  |        |        |        |
|               |                        |                   | 1 | Hijs Hokij Den Haag | 0          |            |            |  |  |        |        |        |
|               | 4                      | Heerenveen Flyers | 2 |                     |            |            |            |  |  |        |        |        |
| 4             | 4                      | Heerenveen Flyers | 2 | Heerenveen Flyers   | 2          |            |            |  |  |        |        |        |
| 4             |                        |                   |   | Heerenveen Flyers   | 2          |            |            |  |  |        |        |        |
| 5             | Eaters Limburg         | 0                 |   |                     |            |            |            |  |  |        |        |        |
| 5             | Eaters Limburg         | 0                 | 1 | Heerenveen Flyers   | 2          |            |            |  |  |        |        |        |
|               |                        |                   |   | Heerenveen Flyers   | 2          |            |            |  |  |        |        |        |
|               | 2                      | Bulldogs de Liège | 1 |                     |            |            |            |  |  |        |        |        |
| 2             | 2                      | Bulldogs de Liège | 1 | Bulldogs de Liège   | 2          |            |            |  |  |        |        |        |
| 2             |                        |                   |   | Bulldogs de Liège   | 2          |            |            |  |  |        |        |        |
| 7             | Zoetermeer Panters     | 1                 |   |                     |            |            |            |  |  |        |        |        |
| 7             | Zoetermeer Panters     | 1                 | 2 | Bulldogs de Liège   | 2          |            |            |  |  |        |        |        |
|               |                        |                   | 2 | Bulldogs de Liège   | 2          |            |            |  |  |        |        |        |
|               | 3                      | HYC Herentals     | 1 |                     |            |            |            |  |  |        |        |        |
| 3             | 3                      | HYC Herentals     | 1 | HYC Herentals       | 2          |            |            |  |  |        |        |        |
| 3             |                        |                   |   | HYC Herentals       | 2          |            |            |  |  |        |        |        |
| 6             | Mechelen Golden Sharks | 0                 |   |                     |            |            |            |  |  |        |        |        |

### Viertelfinale
| Paarung                                | Serie | Spiel 1   | Spiel 2 | Spiel 3 |
| -------------------------------------- | ----- | --------- | ------- | ------- |
| Hijs Hokij Den Haag – Chiefs Leuven    | 2-0   | 9:1       | 4:2     | -       |
| Heerenveen Flyers – Eaters Limburg     | 2-0   | 6:5 n. P. | 4:1     | -       |
| Bulldogs de Liège – Zoetermeer Panters | 2-1   | 0:2       | 4:2     | 5:1     |
| HYC Herentals – Mechelen Golden Sharks | 2-0   | 4:2       | 7:1     | -       |

### Halbfinale
| Paarung                                 | Serie | Spiel 1 | Spiel 2 | Spiel 3 |
| --------------------------------------- | ----- | ------- | ------- | ------- |
| Hijs Hokij Den Haag – Heerenveen Flyers | 0-2   | 2:3     | 0:4     | -       |
| Bulldogs de Liège – HYC Herentals       | 2-1   | 4:0     | 3:4     | 3:1     |

### Finale
| Paarung                               | Serie | Spiel 1 | Spiel 2 | Spiel 3   |
| ------------------------------------- | ----- | ------- | ------- | --------- |
| Heerenveen Flyers – Bulldogs de Liège | 2-1   | 2:0     | 0:3     | 2:1 n. V. |

Die Heerenveen Flyers standen zum fünften Mal in Folge im Finale und konnten ihren zweiten Titel einfahren und sich erstmalig zum Rekordmeister krönen. Dies war gleichzeitig der zweite Meisterschaftserfolg einer Mannschaft die am Ende der Hauptrunde nicht auf Platz 1 stand. Die nationalen Meisterschaften entfielen, da sich aus jedem Land ein Team für das Finale qualifizierte und damit die Meister feststanden.